# Benno Wiss
Benno Wiss (* 13. Juli 1962 in Dietwil) ist ein ehemaliger Schweizer Radrennfahrer, der 1984 eine olympische Silbermedaille gewann. 
1982 gelang Benno Wiss sein erster Sieg im Strassenradsport, als er beim Etappenrennen Circuit Franco-Belge die erste Etappe gewann. 1983 siegte Wiss bei der Stausee-Rundfahrt Klingnau, im Rennen Pruntrut–Zürich und beim Circuit Franco-Belge. Bei den Radweltmeisterschaften in Altenrhein belegte er vor heimischem Publikum zusammen mit Othmar Häfliger, Daniel Heggli und Heinz Imboden den zweiten Platz im Mannschaftszeitfahren hinter dem sowjetischen Vierer. 
1984 wiederholte Wiss seine Siege bei der Stausee-Rundfahrt Klingnau und beim Circuit Franco-Belge und gewann mehrere Eintagesrennen, so zum Beispiel den Gran Premio di Lugano. Bei den Olympischen Sommerspielen 1984 in Los Angeles war Wiss der einzige Fahrer aus dem Vizeweltmeisterteam des Vorjahres; zusammen mit Alfred Achermann, Richard Trinkler und Laurent Vial erreichte er den zweiten Platz hinter dem italienischen Vierer.
Unmittelbar nach den Olympischen Spielen unterzeichnete Benno Wiss einen Profivertrag beim französischen Rennstall La Vie Claire. Bei der Tour de l’Avenir gewann er zwei Etappen. 1985 gewann er je eine Etappe bei der Tour de l’Avenir und bei der Dänemark-Rundfahrt und belegte den zweiten Platz in der Gesamtwertung bei der Tour du Limousin. Mit Rang 26 bei den Radweltmeisterschaften und Rang 85 beim Giro d’Italia war er allerdings bei den grossen Rennen weniger erfolgreich. Im März 1986 beendete Wiss seine Radsportlaufbahn.

## Ehrungen
1983 wurde Benno Wiss gemeinsam mit Imboden, Häflinger und Heggli nach ihrem zweiten Platz bei der Straßen-WM sowie 1984 nach dem zweiten Platz bei der Bahn-WM mit Achermann, Trinkler und Vial zur Schweizer Mannschaft des Jahres gewählt.